# Oxypoda annularis
Oxypoda annularis är en skalbaggsart som först beskrevs av Mannerheim 1830.  Oxypoda annularis ingår i släktet Oxypoda, och familjen kortvingar. Arten är reproducerande i Sverige.